# Bolitoglossa salvinii
Bolitoglossa salvinii е вид земноводно от семейство Plethodontidae. Видът е застрашен от изчезване.

## Разпространение
Разпространен е в Гватемала и Салвадор.

## Описание
Популацията на вида е намаляваща.